# Varpelis
Varpelis (deutsch: „Glöckchen“) ist ein Knaben- und Jugendchor sowie eine Musikschule in Kaunas, der zweitgrößten Stadt Litauens. Der Chor wurde 1960 gegründet. Seit 1989 gibt es eine eigene Gesangschule. Hier erhalten die Jungen von frühester Kindheit an eine umfassende Ausbildung in Singen, Klavierspiel, Gehörbildung, Dirigieren und Musiktheorie.
„Varpelis“ hat 300 „Glöckchenknaben“. 40 der besten Knaben bilden den Konzertchor. Der Chor war Preisträger verschiedener Wettbewerbe in Litauen. Darüber hinaus wurden zahlreiche Konzertreisen mit viel Erfolg nach Polen, Österreich, Norwegen, Estland, Frankreich, Holland, Tschechien und Deutschland unternommen. Es gab einen Austausch mit dem Wiesbadener Knabenchor.
Das Repertoire des Chores umfasst Werke berühmter litauischer Komponisten (Mikalojus Konstantinas Čiurlionis, Juozas Naujalis, Vytautas Miškinis) und solche großer europäischer Meister (Mozart, Bach, Schubert, Gounod). Daneben hat die litauische Volksmusik ihren festen Platz in den Programmen des Chores.
Seit 1983 leitet Ksaveras Plančiūnas den Chor. Er studierte Chor- und Orchesterleitung an den Konservatorien St. Petersburg und Vilnius.

## Förderverein
2003 wurde im Rheingau-Taunus-Kreis der Förderverein Varpelis gegründet. Seit 1995 bestehen herzliche, freundschaftliche Kontakte zwischen dieser Schule und der Musikschule Kelsterbach, Musikern aus der Rhein-Main-Region und dem MGV „Cäcilia 1881 Johannisberg“ e. V. Zahlreiche gemeinsame Veranstaltungen, wie Probenphasen, Stimmbildungsseminare, Konzerte und Konzertreisen, in erster Linie durchgeführt und organisiert. Zweck des Vereins ist es, die Tätigkeit des Knaben- und Männerchors Varpelis, der Knabenchorgesangsschule Varpelis, sowie des Orchesters Varpelis aus Kaunas/Litauen in ideeller und materieller Hinsicht zu unterstützen.

## Diskografie
- „Varpelis skamba Lietuvai“ (CD), 2005
- „Sound of Varpelis“ (CD)
- „Lietuvos berniukai prieš smurtą ir narkomaniją“ (CD), 2002
- „Kalėdinės giesmės“, Audiokassette
- Vytautas Miškinis „Velykų mišios“, Audiokassette
- Giedrius Kuprevičius „Metų sonetai“, Audiokassette